# Robert D. FitzGerald
Robert David FitzGerald (o Robert Desmond FitzGerald ( 30 de noviembre de 1830 - 12 de agosto de 1892) fue un prospector, ornitólogo, botánico, y poeta irlandés-australiano.

## Biografía
Su padre también Robert David FitzGerald fue banquero, y su madre Mary Ann Bell.
Mientras se desempeñaba como empleado público, su pasión oculta y habilidad para observar las aves y la flora, lo hacen idóneo y llega a comunicarse directamente con Charles Darwin coemntándole sobre las spp. australianas vegetales, a tal punto que está referenciado varias vecs en el libro The Different Forms of Flowers on Plants of the Same Species de 1877. También recolecta orquídeas para el gran botánico alemán-australiano Ferdinand von Mueller.
Sus extraordinarias destrzas dan fin a un volumen completado en siete años: Australian Orchids donde J.D. Hooker otro botánico de 1ª clase, lo considera sería un honor para cualquier país y cualquier botánico.

### Primeros años
FitzGerald nace en Tralee, Co. Kerry, Irlanda hijo de un banquero. Estudia ingeniería civil en el Queen's College, de Cork, (hoy University College Cork), y emigra a Australia.

### Trabajo como prospector
FitzGerald arriba a Sídney, Australia, en 1856 y un corto tiempo después se emplea en el "Departamento de Tierras" como dibujante técnico para la corona.
Trabaja allí hasta 1868, promoviendo el control de Ofician de Caminos del Departamento.
Hacia 1873 es Supervisor General, y en 1874 se le dan responsabilidades como Supervisor Jefe de Minas y también controlador de Tierras de Iglesias y de Colegios de Nueva Gales del Sur. Siguiendo con el advenimiento de la "ley de Tierras de la Corona" de 1884, parte de sus deberes fue analizar y considerar los futuros roles de su departamento e irónicamente del análisis resultó en un número de retiros incluyéndose él mimos.

### Ornitología y Botánica
En su vida privada FitzGerald desarrolla sus habilidadess como ornitólogo. Excelente taxidermista inicialmente (durante 1855-56) contribuye con un número de artículos sobre aves de su barrio Kerry, en la revista de la ciudad.
Más específicamente FitzGerald tuvo un enorme interés en la Botánica y en 1864 viaja a Wallis Lake, al norte de Newcastle, New South Wales para recolectar helechos y orquídeas que intenta cultivar alrededo de su casa de Hunter's Hill.
Ese interés en las orquídeas se mantiene a través de su vida y en 1869, 1871 y en 1876 visita la isla de Lord Howe para recolectar más muestras botánicas. Fue en esa época que descubre a Dracophyllum fitzgeraldii F.Muell., que más tarde es nombrada en su honor.

### Casamiento e hijos
FitzGerald se casa con Emily Blackwell, hija de Edward Hunt, diputado M.L.C., de Balmain en 1860. FitzGerald tuvo tres varones y tres hijas, que l sobrevivieron a su deceso.
Su nieto R. D. Fitzgerald fue un poeta australiano.

### Deceso
FitzGerald fallece el 12 de agosto de 1892 en Hunter's Hill, Sídney, New South Wales, y fue sepultado en la Sección Presbiterianismo del viejo Cementerio Balmain.

## Obra

### Orquídaes australianas
De 1875 a 1882 se asocia con Arthur James Stopps, litógrafo en la misma oficina pública donde trabajaba, y FitzGerald publica siete partes de su obra Australian Orchids
Las exquisitas planchas litografiadas detallan sus disecciones de orquídeas, coloreadas a mano por artistas siguiendo sus muestras e instrucciones.
Australian Orchids lo hacen famoso en el mundo botánico y J.D. Hooker otro notable colega, considera a la obra sería un honor para cualquier país y cualquier botánico.